# Allobates granti
Allobates granti (Kok, MacCulloch, Gaucher, Poelman, Bourne, Lathrop & Lenglet, 2006) è un anfibio anuro appartenente alla famiglia degli Aromobatidi.

## Etimologia
L'epiteto specifico è stato dato in onore di Taran Grant.

## Distribuzione e habitat
Si trova nella Guyana francese e nel Suriname tra 100 e 700 m di altitudine.